# 회상 속의 연인
《회상 속의 연인》(영어: The Country Girl)은 1954년 제작된 미국의 뮤지컬 드라마 영화이다. 조지 시튼이 감독을 맡았으며, 클리퍼드 오데츠의 동명 희곡이 영화의 원작이다.

## 출연

### 주연
- 빙 크로스비
- 그레이스 켈리
- 윌리엄 홀든

### 조연
- 안소니 로스
- 진 레이놀즈
- 자클린 폰테인
- 에디 라이더
- 존 W. 레이놀즈

## 기타
- 원작자: 클리포드 오데츠
- 미술: 롤랜드 앤더슨
- 미술: 헐 페레이라
- 의상: 에디스 헤드